# Akumulátor 1
Akumulátor 1 je česká filmová komedie režiséra a scenáristy Jana Svěráka z roku 1994. Snímek získal ocenění Český lev za střih a za divácky nejúspěšnější film; v dalších osmi kategoriích (režie, herec v hlavní roli, herec ve vedlejší roli, kamera, výprava, hudba, zvuk, scénář, divácká kategorie) byl na tuto cenu nominován.
Akumulátor 1 byl remasterován a roku 2018 znovu uveden na 53. ročníku filmového festivalu v Karlových Varech. Kritiky byla oceněna jeho aktuálnost, předvídavost a varování před virtuálním světem internetu.
Zajímavostí je, že v době vzniku se jednalo o nejdražší český filmový projekt vůbec. Ještě zajímavější je, že v témže roce natočil Svěrák oddechovku Jízda (film), která se zase naopak stala nejlevnějším českým filmem roku.

## Příběh
Olda trpí totální ztrátou energie; každý televizor mu odčerpává životní energii, kterou dodává Oldovu druhému já, žijícímu v paralelním televizním světě. S pomocí přírodního léčitele Fišárka se Olda naučí s touto energií zacházet a bojovat proti televizním upírům energie. Nakonec zjistí, že člověk a jeho energie patří dohromady.

## Obsazení
| Petr Forman       | Olda            |
| Edita Brychta     | Anna            |
| Zdeněk Svěrák     | Fišárek         |
| Marián Labuda     | učitel Zíma     |
| Boleslav Polívka  | inženýr Slezák  |
| Tereza Pergnerová | Jitka           |
| Jiří Kodet        | Mikulík         |
| Markéta Frösslová | Anička          |
| Ivan Vyskočil     | doktor Stach    |
| Ladislav Smoljak  | správce         |
| Daniela Kolářová  | Marta Fišárková |
| Rudolf Hrušínský  | Pitrýsek        |
| David Koller      | kovboj          |
| Robert Kodym      | Indián          |
| Miriam Kantorková | sestra          |
| Jana Synková      | zvědavá paní    |
| Pavel Vondruška   | dirigent        |
| Marek Vašut       | Douwe Egberts   |